# Artonis
Artonis is een geslacht van spinnen uit de  familie van de wielwebspinnen (Araneidae).

## Soorten
- Artonis bituberculata (Thorell, 1895)
- Artonis gallana (Pavesi, 1895)